# Нарядный хохлатый орёл
Нарядный хохлатый орёл (лат. Spizaetus ornatus) — вид птиц семейства ястребиных. Занесён в Красную книгу МСОП как вид, близкий к уязвимому положению (NT).
Хищная птица размером около 56—68,5 см в длину, 117—142 см в ширину при размахе крыльев и весом около 960-1,650 грамм. Имеет заметный острый гребень, который поднимается, когда птица встревожена, черный клюв, широкие крылья и длинный, округлый хвост.
Взрослая особь имеет черноватое верхнее оперение и корону, ярко-каштановое оперение по бокам шеи и груди, белое оперение на горле и в центре груди. Остальное оперение, включая на ногах, представлено черно-белыми полосами. На хвосте эти полосы шире. Молодые птицы имеют белое оперение на голове, серый гребень, коричневое оперение в верхней и чёрно-коричневое полосатое оперение на хвосте. Издают пронзительный свист, похожий на «ви-у-у-ви».
Природным ареалом нарядного хохлатого орла являются влажные тропические леса от северной части Центральной Америки до западного побережья Южной Америки. Птицы приспособились к жизни рядом с человеком, в том числе и в городах.
Добыча этой птицы может в пять раз превышать её собственный вес. Питаются мелкими видами птиц, грызунами и обезьянами, иногда пресмыкающимися. Гнездо, размером метр в диаметре, строит на верхушках очень высоких деревьев.